# Jakob Jochmann
Jakob Jochmann (* 2. Oktober 1993 in Wien) ist ein ehemaliger österreichischer Handballspieler.

## Karriere

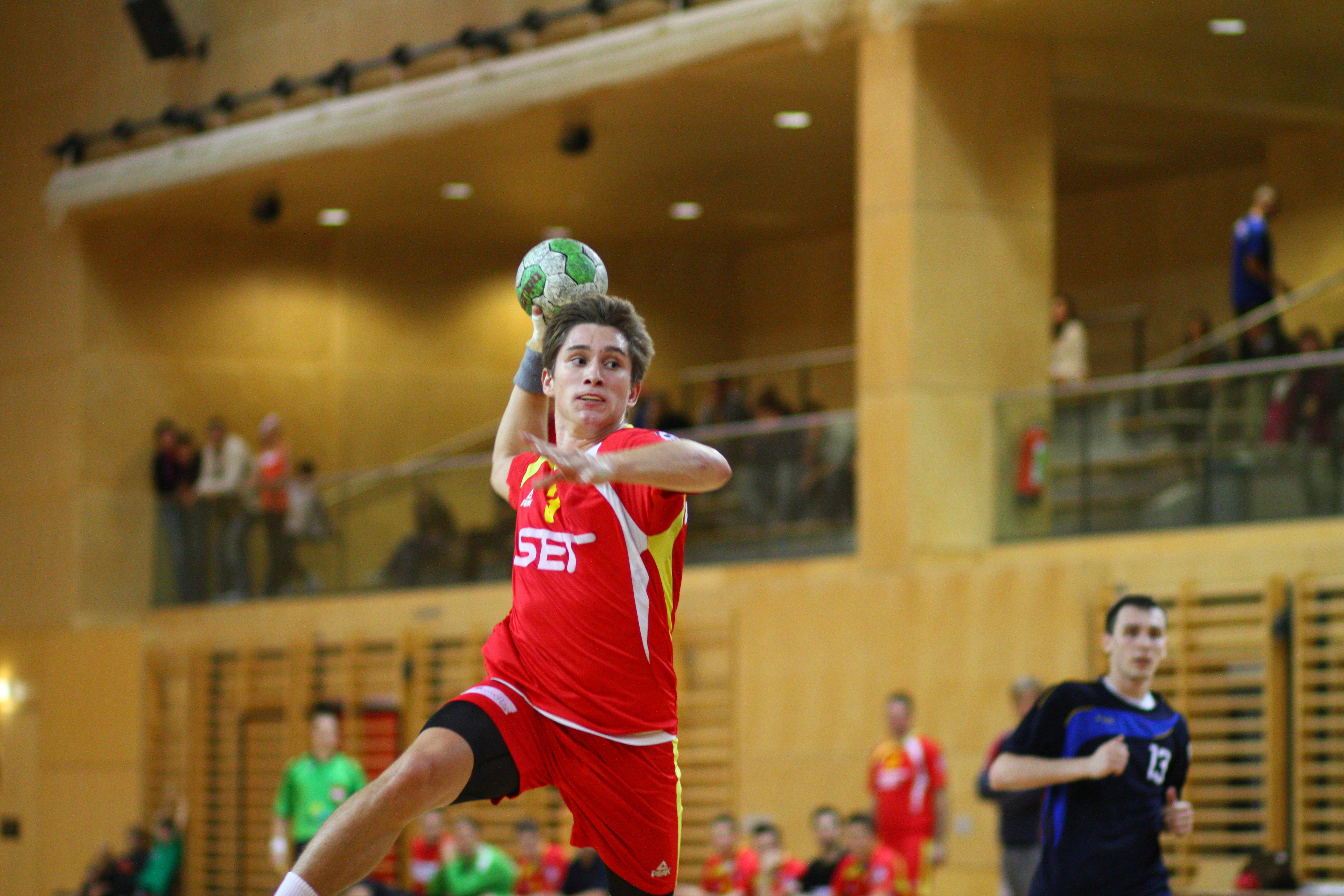
Jakob Jochmann im Dress von WAT Fünfhaus (2012)

Der gebürtige Wiener lief in seiner Jugend für den WAT Fünfhaus auf. Seine aktive Profi-Karriere begann 2011, als er mit den Wienern in die Handball Bundesliga Austria aufstieg. Die Saison 2013/14 bestritt er mit einer Doppelspielberechtigung, wodurch er bei der SG Handball West Wien erstmals Erfahrung in der Handball Liga Austria sammeln konnte. Ein Jahr später endete die Spielberechtigung und der Rückraumspieler wechselte zu den Grün-Weißen in die Südstadt. Für die Saison 2017/18 unterschrieb der Rechtshänder beim UHK Krems. In der Saison 2019/20 erzielte Jochmann die meisten Tore im Grunddurchgang der spusu Liga. Nach der Saison 2021/22, für die Jochmann zum „Handballer des Jahres“ gewählt wurde, beendete er seine Karriere.
Der 1,78 Meter große Rechtshänder spielte auch im Junioren-Nationalteam des Jahrgangs 1992 und jünger.

## HLA-Bilanz
| 2014/15   | SG Handball West Wien                                           | HLA                                                             | 31                                                              | 16/26                                                           | 15                                                              |                                                                 |                                                                 |                                                                 |                                                                 |                                                                 |
| 2015/16   | SG Handball West Wien                                           | HLA                                                             | 13                                                              | 4/5                                                             | 9                                                               |                                                                 |                                                                 |                                                                 |                                                                 |                                                                 |
| 2016/17   | SG Handball West Wien                                           | HLA                                                             | 91                                                              | 27/35                                                           | 64                                                              |                                                                 |                                                                 |                                                                 |                                                                 |                                                                 |
| 2017/18   | UHK Krems                                                       | HLA                                                             | 166                                                             | 67/87                                                           | 99                                                              |                                                                 |                                                                 |                                                                 |                                                                 |                                                                 |
| 2018/19   | UHK Krems                                                       | HLA                                                             | 148                                                             | 61/76                                                           | 87                                                              |                                                                 |                                                                 |                                                                 |                                                                 |                                                                 |
| 2019/20   | Saison aufgrund der COVID-19-Pandemie in Österreich abgebrochen | Saison aufgrund der COVID-19-Pandemie in Österreich abgebrochen | Saison aufgrund der COVID-19-Pandemie in Österreich abgebrochen | Saison aufgrund der COVID-19-Pandemie in Österreich abgebrochen | Saison aufgrund der COVID-19-Pandemie in Österreich abgebrochen | Saison aufgrund der COVID-19-Pandemie in Österreich abgebrochen | Saison aufgrund der COVID-19-Pandemie in Österreich abgebrochen | Saison aufgrund der COVID-19-Pandemie in Österreich abgebrochen | Saison aufgrund der COVID-19-Pandemie in Österreich abgebrochen | Saison aufgrund der COVID-19-Pandemie in Österreich abgebrochen |
| 2020/21   | UHK Krems                                                       | HLA                                                             | 172                                                             | 67/83                                                           | 105                                                             |                                                                 |                                                                 |                                                                 |                                                                 |                                                                 |
| 2014–2021 | gesamt                                                          | HLA                                                             | 621                                                             | 242/312 (76 %)                                                  | 379                                                             |                                                                 |                                                                 |                                                                 |                                                                 |                                                                 |

## Erfolge
- UHK Krems
  - Österreichischer Meister 2018/19, 2021/22
  - Österreichischer Pokalsieger 2018/19